# Burgäschi

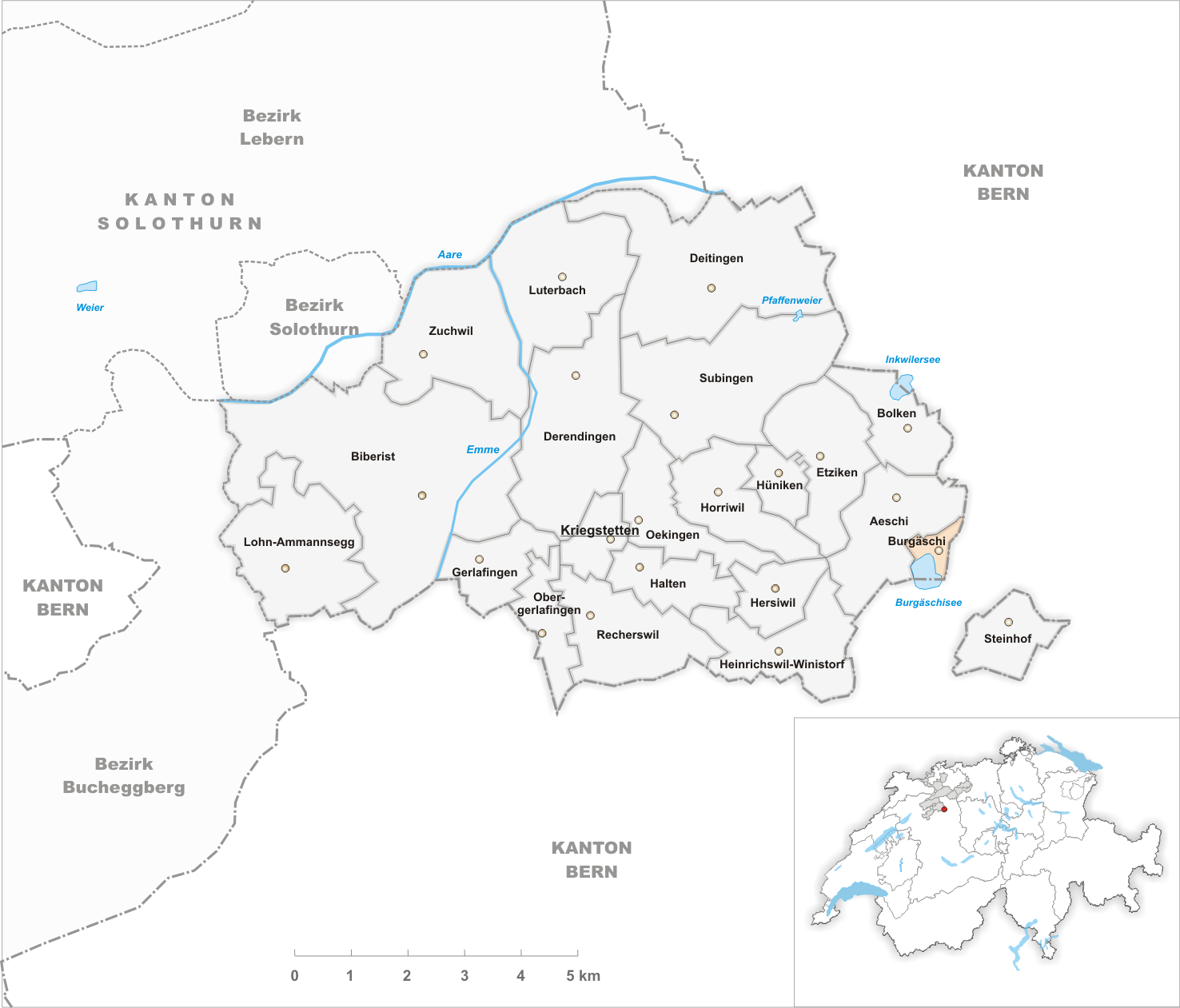
Gemeindestand vor der Fusion am 1. Januar 1994

Burgäschi war eine selbständige politische Gemeinde im Bezirk Wasseramt, Kanton Solothurn, Schweiz. 1994 fusionierte Burgäschi mit Aeschi zur Gemeinde Aeschi.

## Geschichte
Die kleine Siedlung oberhalb des gleichnamigen Sees bildete 1830–1993 eine selbständige politische Gemeinde. Es wurden  altsteinzeitliche Silex-Artefakte sowie mesolithische und neolithische Siedlungen um den einst grösseren Burgäschisee gefunden. Die um 1100 von den Edelknechten von Esche erbaute Burg (im Besitze der Herren von Stein) wurde 1332 im Gümmenenkrieg von solothurnischen und bernischen Truppen zerstört. Sie lag vermutlich nahe beim See hinter dem Restaurant Seeblick. Die Stadt Solothurn übernahm Herrschaft und Patronatsrechte und teilte Burgäschi der Vogtei Kriegstetten (Gericht Subingen) zu. Seit 1683 gehört Burgäschi kirchlich zur neu gegründeten Pfarrei Aeschi. 1941–1943 erfolgten die Melioration des Sees und die Errichtung des Naturschutzgebiets Burgmoos. Das zugängliche Seeufer ist heute eine beliebte Naherholungslandschaft.

## Bevölkerung
| Bevölkerungsentwicklung Burgäschi | Bevölkerungsentwicklung Burgäschi | Bevölkerungsentwicklung Burgäschi | Bevölkerungsentwicklung Burgäschi | Bevölkerungsentwicklung Burgäschi | Bevölkerungsentwicklung Burgäschi |
| --------------------------------- | --------------------------------- | --------------------------------- | --------------------------------- | --------------------------------- | --------------------------------- |
| Jahr                              | 1798                              | 1850                              | 1900                              | 1950                              | 1990                              |
| Einwohner                         | 58                                | 76                                | 63                                | 54                                | 78                                |